# Газонапірний режим

Схема механізму проявлення газонапірного режиму.

Газонапірний режим (режим газової шапки) (рос. газонапорный режим; англ. gas head conditions; нім. Gasdruckregime n, Gaskappentrieb m, Gastriebregime n) — режим нафтогазового покладу, при якому нафта переміщується до вибоїв видобувних свердловин в основному під дією напору стисненого газу, який утворює газову шапку.

## Загальний опис
В процесі зниження пластового тиску відбуваються виділення газу з нафти і міграція його в склепінну частину покладу. Останній збільшує об'єм газової шапки і компенсує в певній мірі зменшення тиску. Газовий фактор тривалий час залишається більш–менш постійним. У міру наближення газонафтового контакту до інтервалів перфорації газ проривається з газової шапки у свердловину. Газовий фактор різко зростає, і незабаром свердловини переходять на фонтанування чистим газом. При зростанні газового фактора вживають заходів щодо його зниження, а коли це стає неможливим, свердловини закривають. При правильному контролі за витратою газу і регулюванні переміщення газонафтового контакту забезпечуються значні темпи видобування нафти. Кінцеве нафтовилучення 20–30(50)%.
Найкращий ефект досягається в покладах із значною висотою і добре вираженими кутами нахилу пластів, їх високою проникністю, малою в'язкістю нафти. При недостатніх запасах газу Г.р. може створюватися нагнітанням газу через спеціальні свердловини в підвищену частину покладу.

## Різновиди газонапірного режиму
Залежно від стану тиску в газовій шапці розрізняють газонапірний режим двох видів: пружний і жорсткий.
При пружному газонапірному режимі в результаті деякого зниження тиску на газонафтовому контакті (ГНК) внаслідок відбору нафти починається розширення об’єму вільного газу газової шапки і витіснення ним нафти. У міру відбору нафти з покладу тиск газу зменшується.
Жорсткий газонапірний режим відрізняється від пружного тим, що тиск в газовій шапці в процесі відбору нафти залишається постійним. Такий режим в чистому вигляді можливий лише при безперервному закачуванні в газову шапку достатньої кількості газу або ж в разі значного перевищення запасів газу над запасами нафти (в об'ємних одиницях при пластових умовах), коли тиск в газовій шапці зменшується незначно в міру відбору нафти.